# 张启阳
张启阳（1964年—），辽宁大连人，汉族，中华人民共和国政治人物、第十二届全国人民代表大会吉林地区代表。
毕业于东北财经大学经济系金融专业，加入中国共产党。2013年，被选为全国人大代表。